# Copa del Rey de balonmano 2019
La Copa del Rey de balonmano 2019 es la LXII edición del campeonato nacional de la Copa del Rey de balonmano.
En la primera eliminatoria participaron un total de 16 equipos, en la segunda nuevamente 16 equipos, en la tercera 8 equipos, en la cuarta 16 equipos, y en la fase final 8 equipos.

## Primera ronda

### BM Santoña - Ford Alisauto BM Torrelavega
| 29 de septiembre de 2018 | BM Santoña | 26:27 | Ford Alisauto BM Torrelavega | Pabellón Tomás de Teresa, Santoña |  |

### Sant Martí Adrianenc - Fertiberia Puerto Sagunto
| 29 de septiembre de 2018 | Sant Martí Adrianenc | 36:39 | Fertiberia Puerto Sagunto | Complex Esportiu La Verneda, Barcelona |  |

### Club Cisne Colegio Los Sauces - Viveros Herol Balonmano Nava
| 29 de septiembre de 2018 | Club Cisne Colegio Los Sauces | 25:31 | Viveros Herol Balonmano Nava | Pabellón Municipal Dos Deportes, Pontevedra |  |

### Club Handbol Bordils - FC Barcelona B Lassa
| 29 de septiembre de 2018 | Club Handbol Bordils | 33:30 | FC Barcelona B Lassa | Pabelló Blanc i Verd, Bordils |  |

### ARS Naranjas de Palma del Río - Conservas Alsur Antequera
| 29 de septiembre de 2018 | ARS Naranjas de Palma del Río | 25:24 | Conservas Alsur Antequera | Polideportivo El Pandero, Palma del Río |  |

### Blasgon y Bodegas Ceres Villa de Aranda - Vestas Balonmano Alarcos Ciudad Real
| 29 de septiembre de 2018 | Blasgon y Bodegas Ceres Villa de Aranda | 20:21 | Vestas Balonmano Alarcos Ciudad Real | Polideportivo Príncipe de Asturias, Aranda de Duero |  |

### Acanor Atlético Novas - Agustinos Alicante
| 30 de septiembre de 2018 | Acanor Atlético Novas | 29:31 | Agustinos Alicante | Pabellón Municipal de O Rosal, El Rosal |  |

### Amenabar Zarautz Z.K.E. - MMT Seguros Zamora
| 29 de septiembre de 2018 | Amenabar Zarautz Z.K.E. | 28:20 | MMT Seguros Zamora | Aritzbatalde Udal Kiroldegia, Zarauz |  |

## Segunda ronda

### Amenabar Zarautz Z.K.E. - BM Benidorm
| 17 de octubre de 2018 | Amenabar Zarautz Z.K.E. | 17:30 | BM Benidorm | Aritzbatalde Udal Kiroldegia, Zarauz |  |

### Vestas Balonmano Alarcos Ciudad Real - Bidasoa Irún
| 17 de octubre de 2018 | Vestas Balonmano Alarcos Ciudad Real | 26:33 | Bidasoa Irún | Pabellón Municipal Quijote Arena, Ciudad Real |  |

### Fertiberia Puerto Sagunto - Frigoríficos del Morrazo Club Balonmano Cangas
| 17 de octubre de 2018 | Fertiberia Puerto Sagunto | 31:25 | Frigoríficos del Morrazo Club Balonmano Cangas | Pabellón Municipal Internucleos, Sagunto |  |

### Ford Alisauto BM Torrelavega - Secin Group BM Alcobendas
| 17 de octubre de 2018 | Ford Alisauto BM Torrelavega | 32:29 | Secin Group BM Alcobendas | Pabellón Vicente Trueba, Torrelavega |  |

### Agustinos Alicante - BS Blendio Sinfín
| 17 de octubre de 2018 | Agustinos Alicante | 29:28 | BS Blendio Sinfín | Pabellón Colegio San Agustín, Alicante |  |

### Viveros Herol Balonmano Nava - Condes de Albarei Teucro
| 17 de octubre de 2018 | Viveros Herol Balonmano Nava | 29:30 | Condes de Albarei Teucro | Pabellón Municipal de Nava de la Asunción, Nava de la Asunción |  |

### ARS Naranjas de Palma del Río - Recoletas Atlético Valladolid
| 17 de octubre de 2018 | ARS Naranjas de Palma del Río | 22:27 | Recoletas Atlético Valladolid | Polideportivo El Pandero, Palma del Río |  |

### Club Handbol Bordils - Ángel Ximenez Avia Puente Genil
| 17 de octubre de 2018 | Club Handbol Bordils | 18:31 | Ángel Ximenez Avia Puente Genil | Pabelló Blanc i Verd, Bordils |  |

## Tercera ronda

### BM Benidorm - Agustinos Alicante
| 18 de diciembre de 2018 | BM Benidorm | 30:23 | Agustinos Alicante | Palau D'Esports L'Illa de Benidorm, Benidorm |  |

| 21 de diciembre de 2018 | Agustinos Alicante | 21:31 | BM Benidorm | Pabellón Col. San Agustín Alicante, Alicante |  |

### Recoletas Atlético Valladolid - Bidasoa Irún
| 19 de diciembre de 2018 | Recoletas Atlético Valladolid | 28:28 | Bidasoa Irún | Pabellón Huerta del Rey, Valladolid |  |

| 22 de diciembre de 2018 | Bidasoa Irún | 25:22 | Recoletas Atlético Valladolid | Polideportivo Artaleku, Irún |  |

### Ford Alisauto BM Torrelavega - Condes de Albarei Teucro
| 19 de diciembre de 2018 | Ford Alisauto BM Torrelavega | 24:22 | Condes de Albarei Teucro | Pabellón Vicente Trueba, Torrelavega |  |

| 21 de diciembre de 2018 | Condes de Albarei Teucro | 29:27 | Ford Alisauto BM Torrelavega | Pabellón Municipal de Deportes de Pontevedra, Pontevedra |  |

### Ángel Ximenez Avia Puente Genil - Fertiberia Puerto Sagunto
| 19 de diciembre de 2018 | Ángel Ximenez Avia Puente Genil | 31:28 | Fertiberia Puerto Sagunto | Pabellón Municipal Alcalde Miguel Salas, Puente Genil |  |

| 22 de diciembre de 2018 | Fertiberia Puerto Sagunto | 27:28 | Ángel Ximenez Avia Puente Genil | Pabellón Municipal Internúcleos, Puerto de Sagunto |  |

## Cuarta ronda

### BM Benidorm - Ángel Ximenez Avia Puente Genil
| 6 de marzo de 2019 | BM Benidorm | 22:23 | Ángel Ximenez Avia Puente Genil | Palau D'Esports L'Illa de Benidorm, Benidorm |  |

| 13 de marzo de 2019 | Ángel Ximenez Avia Puente Genil | 21:22 | BM Benidorm | Pabellón Municipal Alcalde Miguel Salas, Puente Genil |  |

### Bidasoa Irún - Helvetia Anaitasuna
| 6 de marzo de 2019 | Bidasoa Irún | 36:22 | Helvetia Anaitasuna | Polideportivo Artaleku, Irún |  |

| 13 de marzo de 2019 | Helvetia Anaitasuna | 31:24 | Bidasoa Irún | Pabellón Anaitasuna, Pamplona |  |

### Club Balonmano Huesca - Quabit Guadalajara
| 6 de marzo de 2019 | Club Balonmano Huesca | 28:26 | Quabit Guadalajara | Palacio Municipal de Deportes de Huesca, Huesca |  |

| 13 de marzo de 2019 | Quabit Guadalajara | 28:26 | Club Balonmano Huesca | Polideportivo David Santamaría, Guadalajara |  |

### Ford Alisauto BM Torrelavega - Liberbank Cuenca
| 6 de marzo de 2019 | Ford Alisauto BM Torrelavega | 30:36 | Liberbank Cuenca | Pabellón Vicente Trueba, Torrelavega |  |

| 13 de marzo de 2019 | Liberbank Cuenca | 33:28 | Ford Alisauto BM Torrelavega | Pabellón Polideportivo El Sargal, Cuenca |  |

## Fase final
|  | Cuartos de final                | Cuartos de final |                     |                  | Semifinales | Semifinales |  |              | Final      | Final      |  |
|  | 5 de abril                      | 5 de abril       |                     |                  | 6 de abril  | 6 de abril  |  |              | 7 de abril | 7 de abril |  |
|  |                                 |                  |                     |                  |             |             |  |              |            |            |  |
|  |                                 |                  |                     |                  |             |             |  |              |            |            |  |
|  | FC Barcelona                    | 39               |                     |                  |             |             |  |              |            |            |  |
|  | FC Barcelona                    | 39               |                     |                  |             |             |  |              |            |            |  |
|  | Ángel Ximenez Avia Puente Genil | 21               |                     |                  |             |             |  |              |            |            |  |
|  | Ángel Ximenez Avia Puente Genil | 21               |                     | FC Barcelona     | 28          |             |  |              |            |            |  |
|  |                                 |                  |                     | FC Barcelona     | 28          |             |  |              |            |            |  |
|  |                                 |                  | Naturhouse La Rioja | 24               |             |             |  |              |            |            |  |
|  | Naturhouse La Rioja             | 33               | Naturhouse La Rioja | 24               |             |             |  |              |            |            |  |
|  | Naturhouse La Rioja             | 33               |                     |                  |             |             |  |              |            |            |  |
|  | Quabit Guadalajara              | 26               |                     |                  |             |             |  |              |            |            |  |
|  | Quabit Guadalajara              | 26               |                     |                  |             |             |  | FC Barcelona | 34         |            |  |
|  |                                 |                  |                     |                  |             |             |  | FC Barcelona | 34         |            |  |
|  |                                 |                  | Liberbank Cuenca    | 18               |             |             |  |              |            |            |  |
|  | Bidasoa Irún                    | 33               | Liberbank Cuenca    | 18               |             |             |  |              |            |            |  |
|  | Bidasoa Irún                    | 33               |                     |                  |             |             |  |              |            |            |  |
|  | Liberbank Cuenca                | 36               |                     |                  |             |             |  |              |            |            |  |
|  | Liberbank Cuenca                | 36               |                     | Liberbank Cuenca | 26          |             |  |              |            |            |  |
|  |                                 |                  |                     | Liberbank Cuenca | 26          |             |  |              |            |            |  |
|  |                                 |                  | Fraikin Granollers  | 22               |             |             |  |              |            |            |  |
|  | Reale Ademar León               | 23               | Fraikin Granollers  | 22               |             |             |  |              |            |            |  |
|  | Reale Ademar León               | 23               |                     |                  |             |             |  |              |            |            |  |
|  | Fraikin Granollers              | 31               |                     |                  |             |             |  |              |            |            |  |
|  | Fraikin Granollers              | 31               |                     |                  |             |             |  |              |            |            |  |
|  |                                 |                  |                     |                  |             |             |  |              |            |            |  |

## Cuartos de final

### FC Barcelona - Ángel Ximenez Avia Puente Genil
| 5 de abril de 2019 | FC Barcelona | 39:21 | Ángel Ximenez Avia Puente Genil | Pabellón Colegio San Agustín, Alicante |  |

### Naturhouse La Rioja - Quabit Guadalajara
| 5 de abril de 2019 | Naturhouse La Rioja | 33:26 | Quabit Guadalajara | Pabellón Colegio San Agustín, Alicante |  |

### Bidasoa Irún - Liberbank Cuenca
| 5 de abril de 2019 | Bidasoa Irún | 33:36 | Liberbank Cuenca | Pabellón Colegio San Agustín, Alicante |  |

### Reale Ademar León - Fraikin Granollers
| 5 de abril de 2019 | Reale Ademar León | 23:31 | Fraikin Granollers | Pabellón Colegio San Agustín, Alicante |  |

## Semifinales

### FC Barcelona - Naturhouse La Rioja
| 6 de abril de 2019 | FC Barcelona | 28:24 | Naturhouse La Rioja | Pabellón Colegio San Agustín, Alicante |  |

### Liberbank Cuenca - Fraikin Granollers
| 6 de abril de 2019 | Liberbank Cuenca | 26:22 | Fraikin Granollers | Pabellón Colegio San Agustín, Alicante |  |

## Final

### FC Barcelona - Liberbank Cuenca
| 7 de abril de 2019 | FC Barcelona | 34:18 | Liberbank Cuenca | Pabellón Colegio San Agustín, Alicante |  |